# NGC 5244
NGC 5244 est une galaxie spirale située dans la constellation du Centaure. Sa vitesse par rapport au fond diffus cosmologique est de 2 774 ± 19 km/s, ce qui correspond à une distance de Hubble de 40,9 ± 2,9 Mpc (∼133 millions d'al). NGC 5244 a été découverte par l'astronome britannique John Herschel en 1834. Cette galaxie a aussi été observée par Herschel deux jours plus tard et il ne s'est pas rendu compte qu'il l'avait déjà observée. Cette observation a été inscrite au catalogue NGC sous la cote NGC 5219.
La classe de luminosité de NGC 5244 est II et elle présente une large raie HI. Elle renferme des régions d'hydrogène ionisé. De plus, c'est une galaxie LINER, c'est-à-dire une galaxie dont le noyau présente un spectre d'émission caractérisé par de larges raies d'atomes faiblement ionisés et aussi une galaxie à sursaut de formation d'étoiles.
À ce jour, 13 mesures non basées sur le décalage vers le rouge (redshift) donnent une distance de 28,646 ± 3,468 Mpc (∼93,4 millions d'al), ce qui est nettement à l'extérieur des valeurs de la distance de Hubble. Puisque cette galaxie semble relativement rapprochée du Groupe local, cette valeur est peut-être plus près de sa distance réelle que la distance de Hubble. Notons que c'est avec la valeur moyenne des mesures indépendantes, lorsqu'elles existent, que la base de données NASA/IPAC calcule le diamètre d'une galaxie. Notons que c'est avec la valeur moyenne des mesures indépendantes, lorsqu'elles existent, que la base de données NASA/IPAC calcule le diamètre d'une galaxie et qu'en conséquence le diamètre de NGC 5244 pourrait être d'environ 32,9 kpc (∼107 000 al) si on utilisait la distance de Hubble pour le calculer.